# Mirrors (film)
Pour les articles homonymes, voir Mirrors.
Série
Mirrors 2
(2010)
Pour plus de détails, voir Fiche technique et Distribution.
Mirrors ou Miroirs au Québec est un film d'horreur américain coécrit et réalisé par Alexandre Aja, sorti en 2008.
Une suite Mirrors 2 est sortie deux ans après ce film.

## Synopsis
Ben Carson (Kiefer Sutherland), un policier, a été suspendu pour avoir abattu dans des circonstances inconnues, l'un de ses anciens collègues. Après que son couple a volé en éclats, il retrouve un petit emploi de veilleur de nuit dans un grand magasin, le Mayflower, qui a brûlé plusieurs années auparavant, causant la mort de dizaines de personnes. Aussi curieux que cela puisse paraître, les grands miroirs qui tapissaient les couloirs du magasin ont eux survécu aux flammes, et semblent exercer une réelle fascination sur les veilleurs de nuit successifs. Ben s'aperçoit rapidement que cette fascination pour les miroirs est dangereuse, et qu'elle pourrait mettre en danger non seulement sa vie, mais aussi celle de toute sa famille.
Après avoir péniblement réussi à remonter la pente, Ben Carson trouve dans son travail de veilleur de nuit une nouvelle motivation. Probablement espère-t-il aussi récupérer son épouse Amy (Paula Patton) de laquelle il est séparé depuis sa mise à pied. Mais alors qu'il effectue son premier tour de ronde au Mayflower, Ben prend conscience d'une présence qui utilise les miroirs pour lui montrer des choses.
Croyant au début que ses médicaments lui jouent des tours, Ben apprend que le veilleur qu'il a remplacé a été retrouvé mort dans une station de métro. L'homme semblait réellement fasciné par les miroirs et, aux dires de Lorenzo Sapelli (John Shrapnel) son collègue, passait ses nuits à les astiquer.
Le lendemain, Ben reçoit à son grand étonnement un colis du veilleur de nuit retrouvé mort, alors que les deux hommes ne s'étaient jamais rencontrés. Le contenu du colis permet à Ben d'en apprendre un peu plus sur les origines de l'incendie du Mayflower. Leur prédécesseur a mis le feu au magasin, car il était terrifié par les miroirs qui lui demandaient de trouver Esseker.
Son ex-femme, médecin légiste, lui confirme peu après que l'homme est mort après s'être tranché la gorge avec un éclat de miroir. Ben rejette immédiatement la thèse du suicide, mais, la nuit venue, les manifestations de la présence se font de plus en plus oppressantes, à tel point qu'il peut presque ressentir physiquement ce que les miroirs lui montrent. Ses visions se concluent cette nuit là sur un mot énigmatique, « Esseker ».
Ben n'a pas le temps de poursuivre ses recherches que sa sœur Angela (Amy Smart) est assassinée dans des conditions particulièrement horribles et que son fils continue  à avoir des visions. Pris au piège, Ben est forcé d'accélérer ses recherches sur Esseker et parvient à retrouver la trace d'une certaine Anna Esseker, ancienne pensionnaire de l'hôpital psychiatrique Saint-Matthew, qui s'élevait autrefois à la place du Mayflower.
La jeune fille souffrait dans son enfance de terribles crises de schizophrénie, tellement violentes que les parents l'avaient isolée du monde, avant qu'un médecin de Saint-Matthew tente une nouvelle forme de thérapie sur elle. En l'enfermant dans une pièce remplie de miroirs, le médecin avait cru confronter la jeune fille à sa conscience, et était parvenu à la guérir. Mais, peu après son retour, les miroirs de sa maison avaient commencé à se comporter étrangement, et ses parents n'avaient eu d'autres choix que la mettre au couvent, là où il n'y a pas de miroirs.
Ben a juste le temps de sauver sa famille d'une attaque de leurs reflets, avant de trouver Anna Esseker pour la forcer à se confronter de nouveau à elle-même. Aussitôt a-t-il refermé la porte de son ancienne cellule, que le démon la possède, la transformant en une version horriblement déformée d'elle-même. Une lutte s'engage dans les anciens sous-sols inondés de Saint-Matthew, et Ben s'échappe in extremis d'un incendie causé par l'explosion d'une conduite. Mais alors qu'il revient à la lumière et qu'il s'avance vers les secours venus éteindre l'incendie, Ben se rend compte qu'il est passé de l'autre côté du miroir.

## Fiche technique
- Titre original : Mirrors
- Titre québécois : Miroirs
- Réalisation : Alexandre Aja
- Scénario : Alexandre Aja, Grégory Levasseur, Jim Uhls et Joe Gangemi
- Décors : Joseph Nemec III (en)
- Costumes : Michael Dennison et Ellen Mirojnick
- Photographie : Maxime Alexandre
- Son : Mark Larry (monteur son) et Albert Bailey (mixage)
- Montage : Baxter
- Musique : Javier Navarrete
- Production : Alexandre Aja et Grégory Levasseur
- Sociétés de production : New Regency Pictures, Regency Enterprises et Twentieth Century Fox
- Société de distribution : 20th Century Fox
- Budget : 35 000 000 dollars[1]
- Pays : États-Unis, Roumanie et Allemagne
- Langue : anglais
- Format : 35 mm
- Genre : Horreur, thriller
- Durée : 111 minutes
- Dates de sortie :
  -  Malaisie : 14 août 2008 (avant-première mondiale)
  -  Allemagne : 15 août 2008 (Festival du film fantastique) ; 30 octobre 2008 (nationale)
  -  États-Unis : 15 août 2008
  -  Belgique,  France : 10 septembre 2008
  -  Suisse romande : 17 septembre 2008
  -  Roumanie : 3 octobre 2008
- Classifications :
  -  : Interdit aux moins de 12 ans lors de sa sortie en salles
  -  : Rated R for strong violence, disturbing images, language and brief nudity

## Distribution
Légende doublage : VF = Version Française
- Kiefer Sutherland (VF : Patrick Béthune ; VQ : Pierre Auger) : Ben Carson, ex-policier, veilleur de nuit
- Paula Patton (VF : Véronique Picciotto ; VQ : Pascale Montreuil) : Amy Carson, épouse de Ben
- Cameron Boyce (VF : Léo Caruso ; VQ : Vasili Schneider) : Michael Carson, fils de Ben et d'Amy
- Erica Gluck (VF : Lou Lévy ; VQ : Ludivine Reding) : Daisy Carson, fille ainée de Ben et d'Amy
- Amy Smart (VF : Laura Blanc ; VQ : Catherine Proulx-Lemay) : Angela Carson, sœur de Ben
- Mary Beth Peil (VF : Josiane Pinson ; VQ : Louise Rémy) : Anna Esseker
- John Shrapnel (VF : Patrick Floersheim ; VQ : Guy Nadon) : Lorenzo Sapelli, collègue de Ben
- Jason Flemyng (VF : Guillaume Orsat ; VQ : Daniel Picard) : Larry Byrne
- Julian Glover (VF : Vincent Grass ; VQ : Aubert Pallascio) : Robert Esseker, frère d'Anna
- Tim Ahern (VF : Jean-Luc Kayser) : Docteur Morris
- Christine Thompson : spectre maléfique emprisonné dans les miroirs

## Production
Le premier titre envisagé était Into the Mirror, mais il a été changé au dernier moment[réf. nécessaire].

### Choix des interprètes
Alexandre Aja raconte comment est venue l'idée de confier le rôle principal à Kiefer Sutherland : « Nous avions une liste de trois ou quatre acteurs dont nous avons discuté, suivant le processus habituel, avec les patrons du studio. Et Kiefer est devenu une évidence pour tous. Son propre vécu, cette fêlure qui transparaît dans tous ses rôles, ne peuvent que nourrir son personnage. Il vit tout jusqu'au bout, le pire comme le meilleur, un peu comme dans L'Expérience interdite qui m'a marqué à titre personnel ainsi que toute ma génération. C'est une des nombreuses raisons qui ont dicté mon choix. Son rôle de Jack Bauer dans 24 Heures chrono a encore accru sa notoriété, mais il s'agit d'un personnage beaucoup plus contenu, maîtrisant plus ses émotions. Il ne peut pas donner sur une série ce qu'il donne pour un film. Son personnage dans Mirrors lui rend toute la dimension et la puissance de son humanité. Lors de notre première rencontre, j'ai en plus été étonné de découvrir qu'il a lui-même un rapport très particulier avec les miroirs. Il supporte mal sa propre image, ce qui est assez rare chez un acteur. Il n'a aucun miroir chez lui. Il ne regarde jamais le combo. »

### Tournage
Le tournage débute le 1er mai 2007[réf. nécessaire]. Grâce à des repérages précédents, Alexandre Aja savait, dès l'écriture du scénario, que Bucarest était — et pas seulement pour des raisons économiques — le seul endroit du monde où ce film pouvait être tourné. Une partie des intérieurs a donc été réalisée en plein cœur de Bucarest, dans l'immense Maison du Peuple et à l'Académie des Sciences voulues par Ceausescu et abandonnées depuis 1998. Ces bâtiments titanesques, dont aucun équivalent n'existe ailleurs, sont les illustrations parfaites de ce grand magasin qui a brûlé, décor impossible à réaliser en studio. « Le tournage a duré huit semaines, confie le réalisateur, et ensuite, nous avons tourné les extérieurs à New York et Los Angeles pendant deux semaines. »

## Musique
La musique du film est inspirée de la Suite espagnole, op 47, no 5 : Asturias de Isaac Albeniz.

## Accueil

### Sorties internationales
À sa sortie le 15 août 2008, le film est classé R (restricted) par la MPAA pour la violence des images, du langage et une scène de nudité. En France, Mirrors sort le 10 septembre 2008 avec une simple interdiction aux moins de 12 ans.

### Box-office
| Pays ou région    | Box-office      | Date d'arrêt du box-office | Nombre de semaines |
| ----------------- | --------------- | -------------------------- | ------------------ |
| États-Unis Canada | 30 691 439 $    | 20 novembre 2008           | 14                 |
| France            | 601 574 entrées | 4 novembre 2008            | 8                  |
| Monde             | 77 488 607 $    | 5 avril 2009               | 25                 |

#### Aux États-Unis
| Évolution du box-office de Mirrors aux États-Unis (en USD) |            |            |            |            |            |
| Semaines                                                   | Sem. 1     | Sem. 2     | Sem. 3     | Sem. 4     | Sem. 5     |
| Recettes US par semaine                                    | 11 161 074 | 5 010 663  | 2 825 000  | 1 789 531  | 896 265    |
| Recettes US cumulées                                       | 11 161 074 | 20 211 066 | 24 893 000 | 27 733 739 | 29 137 157 |
| Position                                                   | 4e         | 7e         | 12e        | 12e        | 18e        |

Aux États-Unis, le film se place en quatrième position du box-office lors de sa sortie en rapportant 11,1 millions de dollars. Le film tombe à la septième place lors de sa deuxième semaine d'exploitation en ne rapportant plus que 5 millions de dollars. Lors de sa dernière semaine d'exploitation le film cumule un peu plus de 29 millions de dollars.

#### En France
En France, lors de sa première semaine d'exploitation, le film rassemble 270 459 spectateurs. En deuxième semaine, le film continue à rassembler encore 130 084 spectateurs. Après la troisième semaine d'exploitation le film dépasse les 500 000 spectateurs améliorant ainsi le score de son précédent film La colline a des yeux.

## Autour du film
- Alexandre Aja, déjà auteur du remake La colline a des yeux, affirme que Mirrors n'est pas un remake du film coréen Into the Mirror, bien qu'il y ait des similitudes entre les deux[7].
- Après La colline a des yeux, Alexandre Aja souhaitait aborder un registre différent, celui du surnaturel. C'est alors qu'ils reçurent, Grégory Levasseur, son coscénariste et lui, un script intitulé Into the Mirror. « Il s'agissait en fait d'un projet de remake d'un film coréen, mais je n'ai accroché ni avec l'histoire ni avec les personnages, explique le cinéaste. Pourtant, une ou deux scènes qui jouaient avec les miroirs m'avaient vraiment bluffé. L'idée du miroir, un objet tellement quotidien qu'on ne le remarque même plus, nous est restée. Combien de fois dans une journée, regardons-nous notre image, dont nous sommes complètement dépendants, sur une surface réfléchissante… C'est un peu comme pour vérifier que nous existons toujours ! Les gens ont tous une relation différente, particulière, au miroir. Certains sont obsédés par leur image, d'autres ne peuvent pas la supporter. Un élément universel est toujours la meilleure base pour un film d'horreur — en général, une peur présente en nous tous que quelques images peuvent faire ressortir. » Les deux hommes ont ainsi expliqué au studio qu'ils n'aimaient pas le script mais qu'ils gardaient tout de même le principe des miroirs. « Nous avons réussi à convaincre la 20th Century Fox de nous laisser reprendre la thématique, confie Alexandre Aja, mais en nous orientant vers une autre histoire qui n'a rien à voir avec un remake. »
- Kiefer Sutherland insista pour réaliser la majorité de ses cascades lui-même, y compris le combat entre Carson et Anna et sa spectaculaire échappée à travers les flammes, les explosions et les murs s'écroulant autour de lui. « Kiefer voulait être au cœur des flammes, au point qu'elles venaient presque lui caresser le visage », se souvient le superviseur des effets spéciaux Jason Troughton.
- Mirrors comporte énormément d'effets spéciaux. « Les effets avec les miroirs sont extrêmement subtils — des réflexions qui restent dans le miroir alors que la personne qui s'y regardait s'en éloigne — et exigent une très grande précision, confie le réalisateur Alexandre Aja. Nous sommes quasiment à 350 plans truqués. Nous avions donc une double contrainte, celle de ces effets et celle de l'intensité de jeu imposée par le climat du film. L'histoire fait appel à tout ce qui peut provoquer un reflet et nous avons donc travaillé avec une multitude d'éléments qui augmentaient d'autant la complexité du tournage. » Au lieu de se reposer sur des effets spéciaux numériques qui auraient alourdi la post production, l'équipe de Mirrors s'est démenée pour que la majorité de ces effets soit réalisée en plateau. Une des images les plus traumatisantes du film, quand le reflet d'Angela, la sœur de Ben, arrache la mâchoire de son visage, est le fruit d'un maquillage extrêmement élaboré créé par Mike McCarty et Jaremy Aiello de la société K&B Effects. « Nous avons tergiversé pendant des semaines pour trouver le moyen de faire croire que ce personnage n'a plus de mâchoire inférieure, admet Mike McCarty. Comme référence, j'avais déniché une photo datant de la Guerre de sécession d'un soldat qu'un coup de canon avait touché au visage. Mais l'image paraissait fausse. Si nous avions réalisé le maquillage en reproduisant la réalité, tout le monde aurait trouvé l'effet ridicule. »
- Transformer 1 900 m2 d'architecture institutionnelle en un grand magasin carbonisé n'a pas été de tout repos pour le chef décorateur Joseph Nemec III (La Colline a des yeux, Terminator 2) et son équipe. De l'escalier principal aux présentoirs, chaque détail a dû être conçu, sculpté, fabriqué et mis en place en à peine douze semaines, le tout au sixième étage d'un bâtiment sans ascenseur. Deux équipes étaient également chargées de calciner le décor pour simuler l'incendie ayant dévasté les lieux. Murs, sols, mobilier, ainsi que le « stock » du magasin (des vêtements, montres, bijoux, cosmétiques) : chaque centimètre carré a été soigneusement brûlé. Une attention toute particulière a également été accordée aux mannequins en décomposition, qui symbolisent à la fois la vitalité passée du magasin et le mal qui s'y cache. « Les mannequins donnent l'impression qu'il reste un peu de vie dans cet endroit incinéré, éclaire Joseph Nemec III. Nous les avons habillés et disposés dans des positions très réalistes, avant de les carboniser et de les dégrader d'une façon qui évoquerait la tragédie de ces vies emprisonnées derrière les miroirs. Nous en avons appelé un David, car il avait conservé une pose très digne alors que tout tombe en ruine autour de lui. Nous en avions surnommé un autre "Freckles" (taches de rousseur), dont le visage avait été brûlé au point de faire de petites bulles. »